# Ailill I Olum
Ailill (Oilioll) I Olum („Arcypoeta”), Ailill I Olomm („Gołe Ucho”) lub Ailill I Aulomm („Goły Pałac”) – legendarny król Munsteru z dynastii Eóganacht w latach 232-262, syn Eogana II Taidlecha („Wspaniałego”), zw. Mug Nuadat („Niewolnik Nuady”), króla Munsteru i eponima Eóganacht, oraz jego żony Beary, córki Ebera, króla Hiszpanii.
Przydomek „Olomm” otrzymał ponieważ nie miał ciała na swym uchu po tym, jak przebywał z Áine, córką Eogabala z ludu Tuatha Dé Danann, w Druim Eogabail. Bowiem gdy Ailill spał, wtedy dziewica rozebrała jego ucho, pozostawiając tylko skórę. Ailill, po obudzeniu się, spostrzegł wyraźnie, że jego ucho było rozebrane przez nią. Wydało się mu to bardzo bolesne. Áine zemściła się w ten sposób za śmierć jej ojca, mówiąc ”Ailill Nagie Ucho będzie twoją nazwą na zawsze". Z tego związku urodził się syn Eogan Mor, przodek rodu Eóganacht (według innych źródeł zrodzony z żony Sadb, córki arcykróla Conna Stu Bitew oraz wdowy po MacNiadzie z milezjańskiej linii Itha). Zaś przydomek „Aulomm” wziął się z tego, że z powodu jego odwagi pałac królewski nie miał wokół żadnego ogrodzenia ani fortyfikacji.
W dwudziestym pierwszym roku panowania Arta III Aonfera (tj. 241) doszło do bitwy pod Cennfebrat z synami Aililla i synami Conaire’a II Caema (Cairbre Musc, Cairbre Riada i Cairbre Bascainn) przeciwko druidowi Daderze. W tej bitwie padł Neimid, syn Sroibhcinna, król Ernai z Munsteru, Dadera, druid Dáirine. Ten zginął z ręki Eogana Mora, syna Oiliolla. Neimid zaś został zabity przez Cairbre’a Riadę w zemście za śmierć swego ojca. Natomiast pasierb Aililla, Lugaid MacConn, syn Sadb i jej pierwszego męża MacNiada, został raniony w udo przez Cairbre’a Musca, następnie wygnany z Irlandii do Brytanii. Zawarł tam przymierze z królem Beinnem Britem.
W trzydziestym roku panowania, tj. 250, Art III Aonfer, brat Sadb, został pokonany i zabity w bitwie pod Magh Mucruimhe, przez Lugaida MacConna i jego cudzoziemskich wojowników. W tej bitwie poległo także siedmiu synów Aililla, którzy przybyli z wujem Artem przeciwko MacConnowi, ich bratu przyrodniemu. Byli to Eogan Mor, Dubmerchon, Mugcorb, Lugaid, Eochaid, Diochorb i Tadg; Beinne Brit, król Brytów, był tym, który pokonał ich. Z tego powodu Lugaid Laga, brat Aililla, w zemście za śmierć bratanków, zabił Beinne’a. Liogairne Lagnech („o Długich Policzkach”), syn Aengusa Balba, syna Eochaida Finnfotharta, był tym, który własnoręcznie zabił Arta, po tym, jak dołączył do wojsk MacConna. 
Lugaid VI MacConn rządził Irlandią trzy lata, gdy został wygnany z Tary przez Cormaca Ulfadę, syna arcykróla Arta, po tym, jak dał fałszywy wyrok na Bennaid, szpitalniczki, której owca nielegalnie pasła się na farbownikach królowej. Lugaid uciekł do rodzinnego Munsteru, by szukać pomocy swych krewnych. Próbował się pojednać ze swym ojczymem Ailillem, ale bez skutku, z powodu śmierci Eogana Mora. Oilioll wówczas wysłał poetę Feircisa (Ferchesa), syna Comana Ecesa, po Lugaida, by zemścił za śmierć syna. Feircis, po znalezieniu Lugaida, zabił go włócznią, zwaną rincne. Działo się to przy Gort-an-oir, koło Dearg-rath, w Magh Feimhean. Cormac Ulfada będąc niezdolny do objęcia władzy nad Irlandią, był zmuszony uciec do Connachtu przez króla Ulsteru, Fergusa III Duibdedacha („Czarnozębego”). Ten trzymał tylko przez rok zwierzchni tron irlandzki.
Ailill, będąc starym człowiekiem, postanowił przekazać rządy nad Munsterem Cormacowi Casowi i jego potomkom. Gdy dowiedział się, że jego poległy syn Eogan Mor pozostawił pogrobowca Fiachę Muillethana, postanowił, że Cormac powinien być królem tylko dożywotnio, a jego następcą ma zostać wnuk Fiacha Muillethan; zaś po nim ma nastąpić syn Cormaca, i tak przez następne pokolenia na przemian. Ailill zmarł w ósmym roku panowania Cormaca Ulfady („Długobrodego”), to jest w 262 r. Pozostawił z żony Sadb, oprócz sześciu wyżej wymienionych, dwóch synów: Cormaca Casa, następcę na tronie munsterskim i przodka rodu O’Brien z Thomond i Dál gCais, oraz Ciana, przodka rodów O’Caroll, O’Meagher i pozostałych rodzin zwanych Ciannachta. Ailill miał także syna Eochaida Taebfadę („Długoramiennego”), który zginął w bitwie pod Fearta z arcykrólem Cormacem w piętnastym roku jego panowania nad Irlandią, tj. 269 r. Tego samego roku z tymże Cormacem walczył także Cian, w bitwie pod Samhain, w której poległ.